# Archäologiemuseum Oberfranken

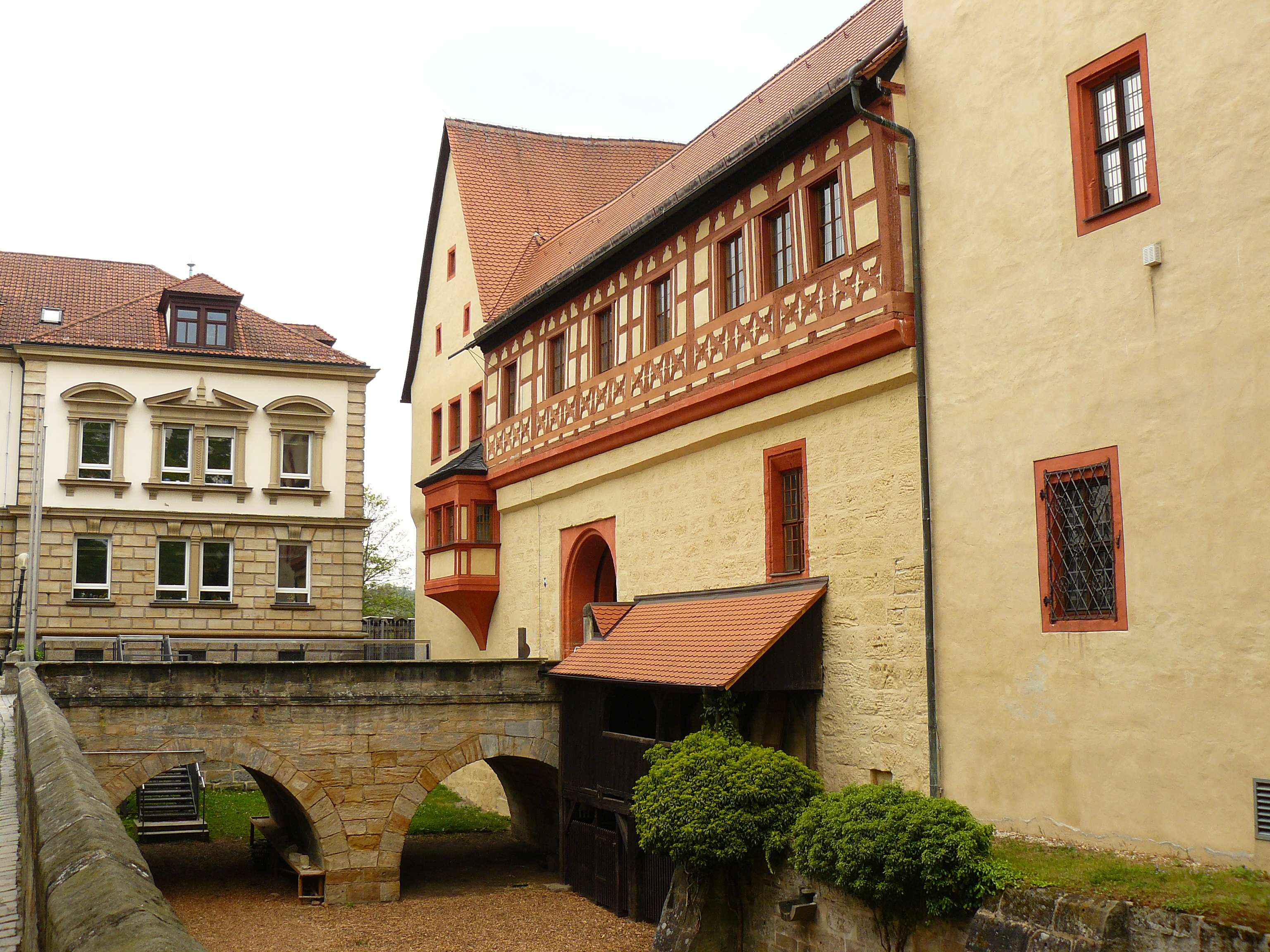
In der Burg Forchheim befindet sich das Archäologiemuseum Oberfranken

Das Archäologiemuseum Oberfranken ist ein archäologisches Museum in der oberfränkischen Stadt Forchheim in Bayern.

## Allgemeines und Geschichte
Dieses Zweigmuseum der Archäologischen Staatssammlung München wurde im Jahre 2008 in den ersten zwei Obergeschossen der Forchheimer Burg eröffnet. Es beleuchtet die Vor- und Frühgeschichte Oberfrankens und stellt dabei besonders die zentralen Siedlungsplätze wie die Ehrenbürg (Walberla) oder den Staffelberg vor.